# Tigil' (fiume)
Il Tigil' è un fiume dell'estremo oriente russo (Territorio della Kamčatka), tributario del mare di Ochotsk.
Nasce dal versante occidentale (interno) della catena Centrale, scorrendo successivamente con direzione mediamente settentrionale o nordoccidentale; sfocia nel golfo di Šelichov, vasta insenatura del mare di Ochotsk.
Il principale centro urbano incontrato nel suo corso è la cittadina omonima, situata nel suo basso corso.
Il Tigil' è gelato in superficie, mediamente, da fine ottobre/primi di novembre a maggio.